# Bertha Chiu
Bertha Chiu Núñez (Chihuahua, México, 22 de agosto de 1933 - Ciudad Juárez, 16 de septiembre de 2009) fue una deportista mexicana que se desempeñó en competencias de básquetbol, sóftbol, jabalina y atletismo.  

## Biografía
Nació en la Estación Lucero, un pueblo cercano a la Ciudad Juárez. Se mudó a la ciudad a la edad de cinco años, donde se asentó y se sintió como originaria. Su talento como basquetbolista fue descubierto por el Comité Olímpico y fue reclutada para representar a México a los dieciséis años (Juegos Centroamericanos 1949).  
Fue nombrada Atleta del Milenio en Ciudad Juárez y Deportista del siglo en México durante el 2007. Es considera en las 100 mejores lanzadoras de jabalina del país. Se inauguró un gimnasio en su honor, el Gimnasio Bertha Chiu.   
Integra el Salón de la Fama del Deporte Juarense, Deporte en México (1986), Chihuahua (1986) y Softbol en México (1990).  
En 2009, fallece la deportista mexicana en Ciudad Juárez a sus 76 años.

## Carrera deportiva
Con participación en el basquetbol concursó en los Juegos Centroamericanos de Colombia en 1946, en Nicaragua en 1950 junto con un Panamericano en Chicago el mismo año, en Guatemala en 1954 y el Mundial de Chile de 1953. Ganó ocho campeonatos nacionales con las ‘Adelitas’ durante 1943 hasta 1951. 
Su participación en la disciplina de atletismo se marcó por su asistencia a cuatro Centroamericanos: 
- Guatemala (1950)
- México (1954)
- Jamaica (1964)
- Venezuela (1968), fue en este último donde ganó medalla de oro en lanzamiento de jabalina.

Participó, además en los Juegos Panamericanos de 1951 en Argentina donde ganó medalla de oro para México en atletismo. Conservó durante 25 años el récord mexicano en lanzamiento de jabalina.
En el área del sóftbol logró el campeonato nacional del D.F. en 1949 y obtiene el cuarto lugar para México en el Mundial de Japón de 1972. 